# محطة الطاقة الشمسية المشعة
محطة الطاقة الشمسية المشعة هي محطة طاقة شمسيَّة في كينيا بسعة 40 ميجاواط (54,000 حصان).

## الموقع
تقع محطة الطاقة في مقاطعة أوسين جيشو، في الجزء الغربي من كينيا، على بعد حوالي 13 كيلومتر (8 ميل) بالطريق البري، جنوب شرق مدينة إلدوريت. يقع هذا الموقع بجوار محطة إلدوسول للطاقة الشمسية.

## التاريخ
تبلغ قدرة محطة الطاقة 40 ميغاواط، وتُباع مباشرةً لشركة كينيا للطاقة والإضاءة لدمجها في شبكة الكهرباء الوطنية. تُنقل الكهرباء عبر محطة فرعية قريبة من محطة الطاقة، متصلة بخط نقل عالي الجهد يمر بالقرب من محطة الطاقة. تشترك الطاقة في محطة فرعية مع محطة إلدوسول للطاقة الشمسية المجاورة. تُباع الطاقة بسعر 12.36 شلن كيني (0.1236 دولار أمريكي) للكيلوواط/ساعة بموجب تعريفة التغذية الكينية للطاقة الشمسية.

## المطورون
طُوِّرت محطة الطاقة من قِبَل تحالف يضم الجهات المدرجة في الجدول أدناه. ويمتلك المطورون أيضًا محطة الطاقة، بالإضافة إلى محطة إلدوسول للطاقة الشمسية المجاورة بقدرة 40 ميجاواط.
ملكية محطة إلدوسول للطاقة الشمسية:
| رتبة | اسم المالك                      | نسبة الملكية |
| ---- | ------------------------------- | ------------ |
| 1    | إدارة الاستثمارات الحدودية      |              |
| 2    | شركة سيلينكي للاستثمار المحدودة |              |
| 3    | شركة سيدات المحدودة             |              |
| 4    | شركة إنتربرو الدولية ذ.م.م      |              |
| 5    | بنك باراماونت يونيفرسال         |              |
|      | المجموع                         | 100.00       |

## الجدول الزمني للبناء والتكاليف والتمويل
قُدِّرت تكلفة البناء بـ 70 مليون يورو أمريكي (ما يعادل 7.84 مليار شلن كيني تقريبًا). في عام 2018، وافق بنك الاستثمار الأوروبي على قرض بقيمة 30 مليون يورو (3.36 مليار شلن كيني تقريبًا) لبناء هذه المحطة. وساهم المطورون/المالكون بسداد الفرق البالغ 40 مليون يورو (ما يعادل 4.48 مليار شلن كيني تقريبًا). كما وافق نفس المُقرض على قرض مماثل لمحطة إلدوسول للطاقة الشمسية بشروط مماثلة. وقد بدأت هذه المحطة التشغيل التجاري في أغسطس 2021.